# Amblypodia kuehni
Amblypodia kuehni är en fjärilsart som beskrevs av Johannes Karl Max Röber 1887. Amblypodia kuehni ingår i släktet Amblypodia och familjen juvelvingar. Inga underarter finns listade i Catalogue of Life.